# Aymaramyia
Aymaramyia is een geslacht van steltmuggen (Limoniidae). Het geslacht telt één soort en komt voor in Peru.

## Soorten
- Aymaramyia dubia